# ATWA
ATWA é um acrônimo para Air, Trees, Water, Animals em inglês - Ar, Árvores, Água, Animais. O termo foi usado pela primeira vez por Charles Manson no início da década de 1970. O nome representa o sistema de suporte de vida do planeta Terra. Charles Manson e seus associados, principalmente Lynette Fromme e Sandra Good, usam o termo para denominar a força da vida e a oposição a tudo o que destrói o balanço ecológico da Terra. Sandra Good foi aprisionada por 10 anos por conspiração de envio de cartas de ameaça a executivos americanos ligados a empresas poluidoras do meio ambiente. Em 1975, Lynette Fromme foi julgada culpada pela tentativa de assassinato do então presidente dos Estados Unidos Gerald Ford - a ação teria sido motivada pela destruição da natureza. Em agosto de 2009, Fromme foi finalmente libertada da prisão, após 34 anos de encarceramento.
ATWA é associado à chamada Família Manson, ao grupo musical Family Jams, e ao Tribunal Internacional de Retribuição.

## Cultura popular
Em 2001, Serj Tankian e Daron Malakian da banda de metal alternativo System of a Down escreveram uma música para álbum Toxicity chamada "ATWA", em relação à organização fundada por Charles Manson.